# António Sousa
Pour les articles homonymes, voir Sousa.
António Sousa, de son nom complet António Augusto Gomes de Sousa, est un ancien international portugais, né le 28 avril 1957 à São João da Madeira (Portugal).

## Biographie
Jouant comme milieu de terrain, il fut international portugais à 27 reprises de 1981 à 1989 pour un but. Il participa à l'Euro 1984 en France et à la Coupe du monde de football 1986 au Mexique.
À l'Euro 1984, il inscrit son seul but en sélection contre l'Espagne au 1er tour, à la 52e minute de jeu, au Stade Vélodrome pour un match nul sur le score de 1-1. Il fut demi-finaliste de l'Euro 1984, battu par la France (2-3 après prolongations).
Il participa à la Coupe du monde de football 1986, où le Portugal termine dernier du groupe derrière le Maroc, l'Angleterre et la Pologne.
Avec le FC Porto, il a remporté le Championnat, la Coupe, la Supercoupe du Portugal, la Ligue des Champions, la Supercoupe d'Europe, et la Coupe intercontinentale.

## Clubs

### En tant que joueur
- 1975-1979 :  Sport Clube Beira-Mar
- 1980-1984 :  FC Porto
- 1984-1986 :  Sporting Clube de Portugal
- 1986-1989 :  FC Porto
- 1989-1993 :  Sport Clube Beira-Mar
- 1993-1994 :  Gil Vicente FC
- 1994-1995 :  Association Sportive Ovarense

### En tant qu'entraîneur
- 1995-1996 :  AD Sanjoanense
- 1997-2004 :  Sport Clube Beira-Mar
- 2005-2006 :  Rio Ave FC
- 2007-2008 :  Futebol Clube Penafiel
- 2008-20?? :  Sport Clube Beira-Mar

## Palmarès
Avec le FC Porto
- Champion du Portugal en 1986 et 1988
- Vainqueur de la Coupe du Portugal en 1984 et 1988
- Vainqueur de la Supercoupe du Portugal en 1981, 1983 et 1984
- Vainqueur de la Ligue des Champions en 1987
- Vainqueur de la Supercoupe d'Europe en 1987
- Vainqueur de la Coupe intercontinentale en 1987